# Rio Baiu Mare
O Rio Baiu Mare é um rio da Romênia afluente do rio Prislop, localizado no distrito de Prahova.